# Güterschuppen Eystrup
Der Güterschuppen Eystrup, Am Bahnhof 2 in Eystrup in der niedersächsischen Samtgemeinde Grafschaft Hoya, stammt aus der Mitte des 19. Jahrhunderts.
Das Gebäude wird vom Heimatverein Eystrup Grafschaft Hoya genutzt.
Das Gebäude steht unter Denkmalschutz (siehe auch Liste der Baudenkmale in Eystrup).

## Beschreibung und Geschichte
Das eingeschossige verklinkerte historisierende Gebäude mit einem flachen Satteldach, beidseitig mit Vordach, sowie mit rundbogigen Fenstern und Ziegeldekor an den Fassaden wurde um 1850 am Bahnhof Eystrup gebaut. Es steht an den Bahnstrecken Wunstorf–Bremen (1847) und Eystrup–Syke der Verkehrsbetriebe Grafschaft Hoya (1881).

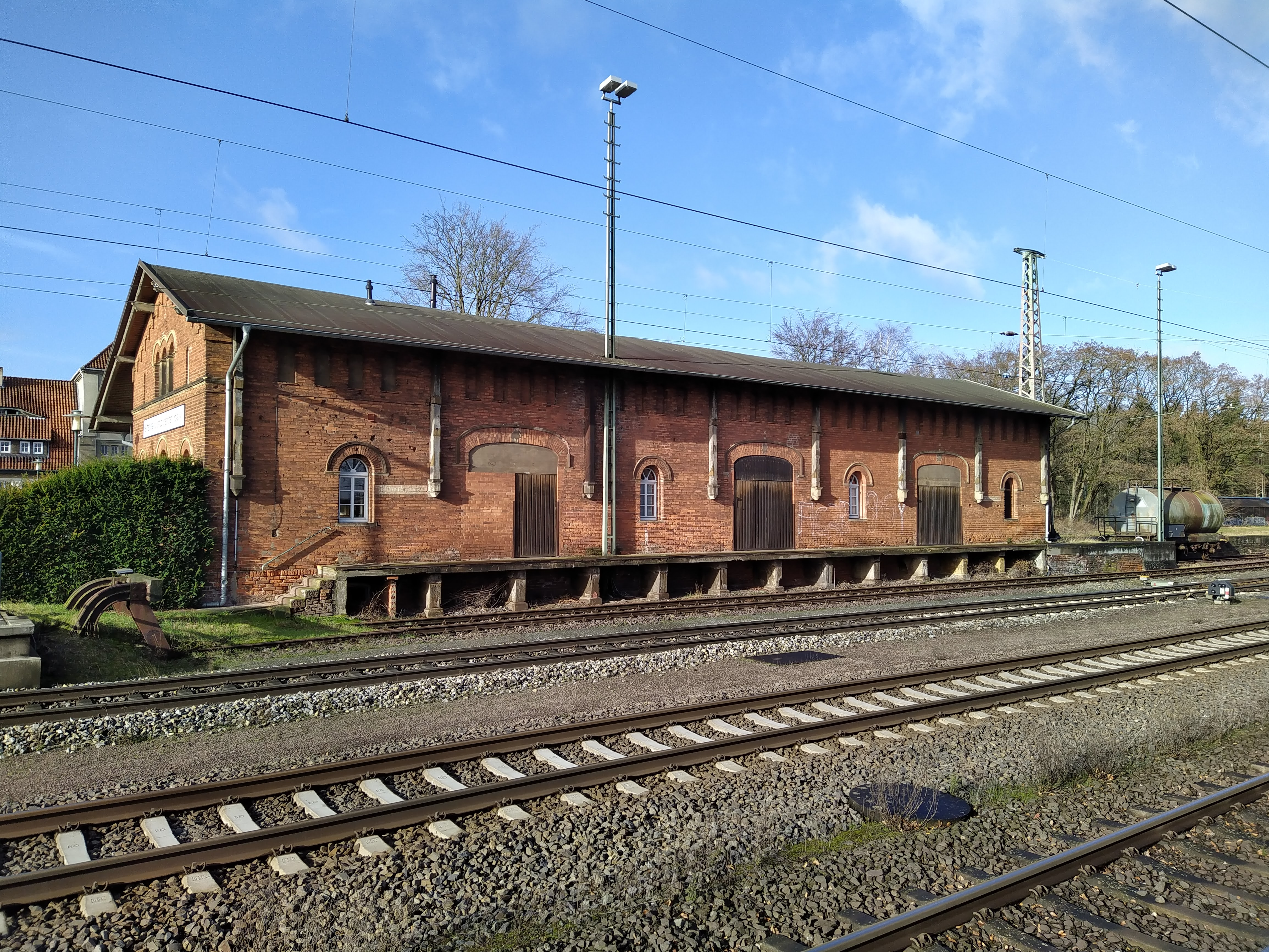
Bahnanlage und Schuppen (Süd- und Ostseite)

In den 1990er Jahren verfiel das leerstehende Haus zunehmend. Die Spedition Bernhard Land kaufte das Gebäude und ließ es 2002 sanieren. Der Heimatverein Eystrup nutzt seit 2008 das Gebäude und baute es 2011/12 um.
Das Niedersächsische Landesamt für Denkmalpflege befand: „… geschichtliche Bedeutung … als Umschlagpunkt für Waren zwischen Bahn- und Straßenverkehr seit der Mitte des 19. Jahrhunderts … .“
In einer Bildergalerie des Heimatvereins und auf einer privaten Website zum Bahnhof Eystrup wird das Gebäude gezeigt.